# Synodus similis
Synodus similis är en fiskart som beskrevs av Mcculloch 1921. Synodus similis ingår i släktet Synodus och familjen Synodontidae. Inga underarter finns listade i Catalogue of Life.